# Mantispa scutellaris
Mantispa scutellaris is een insect uit de familie van de Mantispidae, die tot de orde netvleugeligen (Neuroptera) behoort. 
Mantispa scutellaris is voor het eerst wetenschappelijk beschreven door Westwood in 1852.